# Puccinellia sublaevis
Puccinellia sublaevis är en gräsart som först beskrevs av Holmb., och fick sitt nu gällande namn av Nikolai Nikolaievich Tzvelev. Puccinellia sublaevis ingår i släktet saltgrässläktet, och familjen gräs. Inga underarter finns listade i Catalogue of Life.